# Sabre Holdings
Sabre Holdings o Sabre, Inc. (TSG) es una empresa estadounidense del sector servicios, dedicada a tres canales de distribución global: agencias de viajes, líneas aéreas y atención directa al consumidor. Estas áreas son servidas por los tres grupos empresariales principales de TSG. Otras divisiones dentro de esos grupos, a su vez, sirven al mercado de viajes corporativo.

## Marcas
- Sabre Travel Network (STN) utiliza el sistema de reservas de Sabre para vender boletos de avión, alojamiento, cruceros, alquiler de vehículos y paquetes turísticos a través de agencias de viajes.
- Sabre Airline Solutions (SAS) proporciona software y servicios a líneas aéreas y otros proveedores de transporte aéreo.
- Travelocity (TVLY) es la agencia de viajes propia de Sabre, que vende productos de viaje directamente a los viajeros (GDS).

Otras marcas importantes de Sabre incluyen:
- GetThere
- holiday autos
- IgoUgo
- MySabre
- lastminute.com
- Nexion
- ShowTickets.com
- Site59
- SynXis
- Travelocity Business
- World Choice Travel
- TRAMS, Inc.
- TravelStudios
- cubeless
- BidStork
- VirtuallyThere
- TotalTrip

## Historia
Sabre Holdings nació a partir de American Airlines y se independizó con una IPO el 15 de marzo de 2000. En la actualidad emplea a unas 9.000 personas a escala global. Tiene su sede en Southlake, Texas. 
El 12 de diciembre de 2006, las empresas de capitales privados TPG Capital y Silver Lake Partners anunciaron un acuerdo para adquirir Sabre Holdings Corp. por unos USD 4.500 millones, además de asumir USD 550 millones de deuda.  Así, Sabre pasó a ser propiedad privada al igual que sus tres principales competidores en GDS, Galileo, Amadeus y Worldspan.
El 6 de junio de 2007 Sabre Holdings adquirió E-site Marketing, con sede en Bethesda, que se especializa en aplicaciones empresariales en línea para la hotelería.
Sabre Holdings obtuvo ganancias por USD 2900 millones en 2008.